# Zoodes japonicus
Zoodes japonicus är en skalbaggsart som beskrevs av Hayashi 1963. Zoodes japonicus ingår i släktet Zoodes och familjen långhorningar. Inga underarter finns listade i Catalogue of Life.